# Kim Gordon
Kim Gordon (přechýleně Gordonová; * 28. dubna 1953, New York, USA) je americká zpěvačka, muzikantka a umělkyně. V letech 1981–2011 zpívala a hrála na baskytaru ve skupině Sonic Youth. Také hraje v hudební formaci Free Kitten s Julií Cafritz. Má za sebou bohatou spolupráci s mnoha hudebníky, mezi něž patřili Ikue Mori, Kurt Cobain, DJ Olive, William Winant, Lydia Lunch, Alan Licht a Chris Corsano. Spolu s Billem Nacem tvoří duo Body/Head.
V roce 1989 hrála na albu Life in Exile After Abdication hudebnice Maureen Tuckerové. Roku 1991 produkovala album Pretty on the Inside kapely Hole. V lednu 2013 vystoupila na festivalu Life Along the Borderline věnovaném zpěvačce Nico. V roce 2015 vydala autobiografickou knihu nazvanou Girl in a Band. Roku 2016 představila svou vůbec první sólovou píseň nazvanou „Murdered Out“. Zároveň se podílela na písni „Designer Babies“ hudebníka Lawrence Rothmana. Roku 2018 zpívala v písni „Refute“ hudebníka Stephena Malkmuse.
V roce 2015 byla oceněna newyorským kulturním zařízením The Kitchen.
V roce 2024 vydala své druhé sólové album The Collective. Deska byla kladně přijata kritiky a získala dvě Grammy nominace. Pro Gordon šlo o vůbec první nominace od hudební akademie v kariéře. Koncertně album představila i v Praze 3. 7. 2024 ve smíchovském MeetFactory.